# Veljko Bulajić
Veljko Bulajić est un réalisateur yougoslave puis croate né le 22 ou le 23 mars 1928 à Vilusi (royaume des Serbes, Croates et Slovènes dans l'actuel Monténégro) et mort le 2 avril 2024 à Zagreb (Croatie).

## Filmographie
- 1953 : Oslobodjene snage
- 1953 : Osam godina poslije rata
- 1953 : Kamen i more
- 1953 : Brod lutalica
- 1953 : Briga o ljudima
- 1954 : Poslije deset godina
- 1959 : Train sans horaire (Vlak bez voznog reda)
- 1960 : La Guerre (Rat)
- 1961 : Uzavreli grad (sh)
- 1962 : Les Diables rouges face aux SS (Kozara)
- 1964 : Skoplje '63 (sh)
- 1966 : Pogled u zjenicu sunca (sh)
- 1969 : La Bataille de la Neretva (Bitka na Neretvi)
- 1975 : Assassinat à Sarajevo (Atentat u Sarajevu)
- 1979 : L'Homme à détruire (Covjek koga treba ubiti)
- 1980 : Titovi memoari
- 1981 : Visoki napon (sr)
- 1983 : Veliki transport (sh)
- 1986 : Obećana zemlja (sh)
- 1989 : Donator (sr)
- 2006 : Libertas (sh)